# وایدمن (آرکانزاس)
وایدمن (به انگلیسی: Wideman) یک منطقهٔ مسکونی در ایالات متحده آمریکا است که در شهرستان ایزارد، آرکانزاس واقع شده‌است. وایدمن ۱۸۴٫۱ متر بالاتر از سطح دریا واقع شده‌است.